# Пивоваренный завод Ямпольского
Пивомедоваренный завод Ямпольского (в Памятных книжках Полтавской губернии упоминается как «Пиво-медоваренный завод Торгового дома братьев И. и Д. Ямпольских») — старейший пивомедоваренный завод Кременчуга (ныне — Полтавская область Украины). Завод разрушен во время Второй мировой войны.

## История
Завод, построенный в 1828 году в прибрежной зоне Кременчуга, занимал первое место среди пивомедоваренных заводов Кременчугского уезда. В начале XX века фабрика производила до 30 тысяч вёдер пива в год на общую сумму 50 тысяч рублей. Самым дорогим было Овсяное пиво по 10 копеек за литр, затем следовало Царское и Малороссийское по 9 копеек за литр, Пельзенское по 8 копеек и Столовое, по 7 копеек. На фабрике работало в разные годы от 10 до 40 человек. Пиво поставлялось главным образом в Полтавскую и Херсонскую губернии.
Во время Второй мировой войны завод был полностью разрушен. В 1958 году на месте развалин Марлен Хуциев снимал эпизоды фильма «Два Фёдора». После войны была предпринята попытка создания на старом месте нового пивоваренного завода мощностью 650 тысяч декалитров пива в год. Была составлена проектная документация и подготовлена строительная площадка. Однако затем было принято решение не сооружать в прибрежной зоне промышленные предприятия. Новый пивзавод был построен у дороги на Полтаву, а территория бывшего завода Ямпольского была застроена жилыми домами автомобильного завода.